# Рутенберг, Христиан
Христиан Рутенберг (нем. Christian Rutenberg, 1851—1878) — немецкий путешественник; сын бременского строителя. Изучал медицину и естественные науки в Йене и Гейдельберге. В 1877 г. отправился в южную Африку, прошёл сухим путём из Капштата до Наталя, затем отправился к северо-западному берегу Мадагаскара, прошёл вглубь острова до Антананариву, а в 1878 г. попытался проникнуть из Берави к восточному берегу острова, но был убит в Манингоца своими слугами-туземцами. Извлечения из дневника Р. напечатаны в третьем томе «Deutsche geographische Blätter» (Бремен, 1880).

## Наследие
Препараты Рутенберга с Мадагаскара попали во владение бременского ботаника Франца Георга Филиппа Бухенау, который написал серию трактатов под названием «Reliquiae Rutenbergianae». Бухенау вместе с другими авторами описал 605 видов из коллекции Рутенберга, включая 168 ранее не описанных видов и подвидов и пять новых родов.
Род Rutenbergia (Geh. & Hampe ex Besch., 1880) назван в честь Ротенбурга.